# Diócesis de Metuchen
La diócesis de Metuchen (en latín: Dioecesis Metuchensis y en inglés: Roman Catholic Diocese of Metuchen) es una circunscripción eclesiástica de la Iglesia católica en Estados Unidos. Se trata de una diócesis latina, sufragánea de la arquidiócesis de Newark. Desde el 8 de marzo de 2016 su obispo es James Francis Checchio.

## Territorio y organización
La diócesis tiene 3688 km² y extiende su jurisdicción sobre los fieles católicos de rito latino residentes en 4 condados del estado de Nueva Jersey: Hunterdon, Middlesex, Somerset y Warren.
La sede de la diócesis se encuentra en la ciudad de Metuchen, en donde se halla la Catedral de San Francisco de Asís.
En 2021 en la diócesis existían 90 parroquias.

## Historia
La diócesis fue erigida el 19 de noviembre de 1981 con la bula Qui benignissimo del papa Juan Pablo II, obteniendo el territorio de la diócesis de Trenton.
El 2 de agosto de 1982, con la carta apostólica Constat Christifideles, el papa Juan Pablo II confirmó a la Santísima Virgen María Reina como patrona principal de la diócesis, y a Francisco de Asís como patrono secundario.

## Estadísticas
Según el Anuario Pontificio 2022 la diócesis tenía a fines de 2021 un total de 620 438 fieles bautizados.
| Año                                                                             | Población            | Población | Población      | Sacerdotes | Sacerdotes    | Sacerdotes    | Bautizados por sacerdote | Diáconos permanentes | Religiosos | Religiosos | Parroquias |
| Año                                                                             | Bautizados católicos | Total     | % de católicos | Total      | Clero secular | Clero regular | Bautizados por sacerdote | Diáconos permanentes | Varones    | Mujeres    | Parroquias |
| ------------------------------------------------------------------------------- | -------------------- | --------- | -------------- | ---------- | ------------- | ------------- | ------------------------ | -------------------- | ---------- | ---------- | ---------- |
| 1990                                                                            | 475 000              | 1 047 000 | 45.4           | 263        | 208           | 55            | 1806                     | 87                   | 86         | 542        | 108        |
| 1999                                                                            | 495 322              | 1 194 578 | 41.5           | 240        | 210           | 30            | 2063                     | 128                  | 23         | 423        | 108        |
| 2000                                                                            | 521 614              | 1 267 442 | 41.2           | 251        | 208           | 43            | 2078                     | 126                  | 67         | 394        | 108        |
| 2001                                                                            | 522 719              | 1 253 288 | 41.7           | 249        | 207           | 42            | 2099                     | 123                  | 62         | 418        | 108        |
| 2002                                                                            | 446 794              | 1 272 078 | 35.1           | 306        | 262           | 44            | 1460                     | 143                  | 65         | 392        | 108        |
| 2003                                                                            | 548 000              | 1 304 764 | 42.0           | 254        | 204           | 50            | 2157                     | 125                  | 67         | 383        | 108        |
| 2004                                                                            | 556 682              | 1 325 432 | 42.0           | 241        | 186           | 55            | 2309                     | 117                  | 73         | 366        | 103        |
| 2012                                                                            | 637 000              | 1 516 000 | 42.0           | 215        | 178           | 37            | 2962                     | 155                  | 56         | 268        | 101        |
| 2013                                                                            | 642 000              | 1 527 000 | 42.0           | 210        | 172           | 38            | 3057                     | 161                  | 57         | 259        | 94         |
| 2016                                                                            | 643 614              | 1 399 160 | 46.0           | 199        | 160           | 39            | 3234                     | 176                  | 51         | 231        | 90         |
| 2019                                                                            | 648 300              | 1 410 087 | 46.0           | 198        | 166           | 32            | 3274                     | 170                  | 40         | 258        | 90         |
| 2021                                                                            | 620 438              | 1 410 087 | 44.0           | 197        | 161           | 36            | 3149                     | 159                  | 44         | 208        | 90         |
| Fuente: Catholic-Hierarchy, que a su vez toma los datos del Anuario Pontificio. |                      |           |                |            |               |               |                          |                      |            |            |            |

## Episcopologio
- Theodore Edgar McCarrick (19 de noviembre de 1981-30 de mayo de 1986 nombrado arzobispo de Newark)
- Edward Thomas Hughes † (11 de diciembre de 1986-8 de julio de 1997 retirado)
- Vincent DePaul Breen † (8 de julio de 1997-4 de enero de 2002 renunció)
- Paul Gregory Bootkoski (4 de enero de 2002-8 de marzo de 2016 retirado)
- James Francis Checchio, desde el 8 de marzo de 2016